# Varennes-sur-Tèche
Varennes-sur-Tèche é uma comuna francesa na região administrativa de Auvérnia-Ródano-Alpes, no departamento Allier. Estende-se por uma área de 18,15 km². Em 2010 a comuna tinha 245 habitantes (densidade: 13,5 hab./km²).